# Leptomesochra africana
Leptomesochra africana is een eenoogkreeftjessoort uit de familie van de Ameiridae. De wetenschappelijke naam van de soort is voor het eerst geldig gepubliceerd in 1951 door Kunz.